# Miroslav Klose
Pour les articles homonymes, voir Klose.
Miroslav Josef Klose, né le 9 juin 1978 à Opole en Pologne sous le nom de Mirosław Marian Klose, est un footballeur germano-polonais et international allemand devenu entraîneur.
Il est le meilleur buteur en phase finale de l'histoire de la Coupe du monde, avec un total de seize buts marqués en quatre éditions (de 2002 à 2014). 
Attaquant, il évolue une dizaine d'années dans le championnat d'Allemagne, au FC Kaiserslautern, au Werder Brême et au Bayern Munich. Avec ce dernier club, il remporte notamment le championnat d'Allemagne (2010) et la coupe d'Allemagne deux fois (2010 et 2008). Klose rejoint ensuite la Lazio Rome en 2011 où il remporte en 2013 la coupe d'Italie. Il prend sa retraite en 2016 après 16 ans de carrière.
Sa carrière est surtout marquée par ses performances et son rôle clé en équipe nationale. Ce buteur prolifique et spectaculaire est de 2002 à 2014 l'un des cadres de la sélection, dont il est le  meilleur buteur historique avec 71 buts. Il est finaliste de la Coupe du monde 2002 (soulier d'argent), troisième des Coupes du monde 2006 (soulier d'or) et 2010, finaliste de l'Euro 2008 et demi-finaliste de l'Euro 2012, et enfin champion du monde en 2014. Lors de la demi-finale du mondial 2014 contre le Brésil (victoire 7-1), le 8 juillet 2014, Klose inscrit son 16e but en phase finale de Coupe du monde, établissant ainsi le nouveau record de buts marqués en Coupe du monde. Il est également le seul joueur à avoir disputé quatre demi-finales de Coupe du monde (quadruple médaillé) et le deuxième joueur de l'histoire à avoir disputé 24 matches en phase finale.
Il est connu pour sa remarquable détente et son jeu de tête qui font de lui un adversaire redoutable dans le domaine aérien. Il met un terme à sa carrière de footballeur le 1er novembre 2016.

## Étymologie
Klose est un nom de famille allemand souvent originaire de Silésie. C'est un hypocoristique du prénom Niklaus (Nicolas en français).
Miroslav est un prénom slave (Mirosław est la forme polonaise).

## Biographie

### Origines, famille et jeunesse
Mirosław Marian Klose est né le 9 juin 1978 à Opole en Pologne dans une famille membre de la minorité allemande de Pologne comme l'indique son nom de famille allemand. Il est le fils d'un footballeur professionnel, Józef Klose, et d'une joueuse professionnelle de handball, Barbara Jeż (pl). En 1978, peu après la naissance de Mirosław, la famille Klose part s'installer en France car Józef, le père, a signé à l'AJ Auxerre. En 1984, ils retournent en Pologne. En 1985, alors que Mirosław a neuf ans, la famille Klose profite de son appartenance à la minorité allemande de Pologne pour être rapatriée en Allemagne sous le statut de « Aussiedler/Spätaussiedler ».

### En club

#### Débuts
Pendant de nombreuses années, Klose évolue en championnat amateur. Il commence sa carrière au FC 08 Hombourg, en troisième division. Son sens du but, son excellent jeu de tête et sa rapidité lui permettent de se faire remarquer. En juillet 1999, il signe son premier contrat au 1.FC Kaiserslautern.
Klose a 22 ans lorsqu'il rejoint les « Roten Teufel » (Diables rouges) de Kaiserslautern. Il doit d'abord se contenter de jouer avec les amateurs. C'est le futur sélectionneur de l'équipe de Grèce de football à l'Euro 2004, Otto Rehhagel qui lui donne sa chance avec l'équipe professionnelle en 2000. Il fait ses débuts en Bundesliga contre l'Eintracht Francfort et inscrit son premier but au mois d'octobre, face au Werder Brême.
Au 1.FC Kaiserslautern, il s'impose progressivement comme titulaire indiscutable.
Très en vue en Allemagne, il est convoqué en équipe nationale allemande par Rudi Völler en mars 2001, pour un match des éliminatoires pour la Coupe du monde 2002 face à l'Albanie (victoire 2-1).

#### Werder Brême

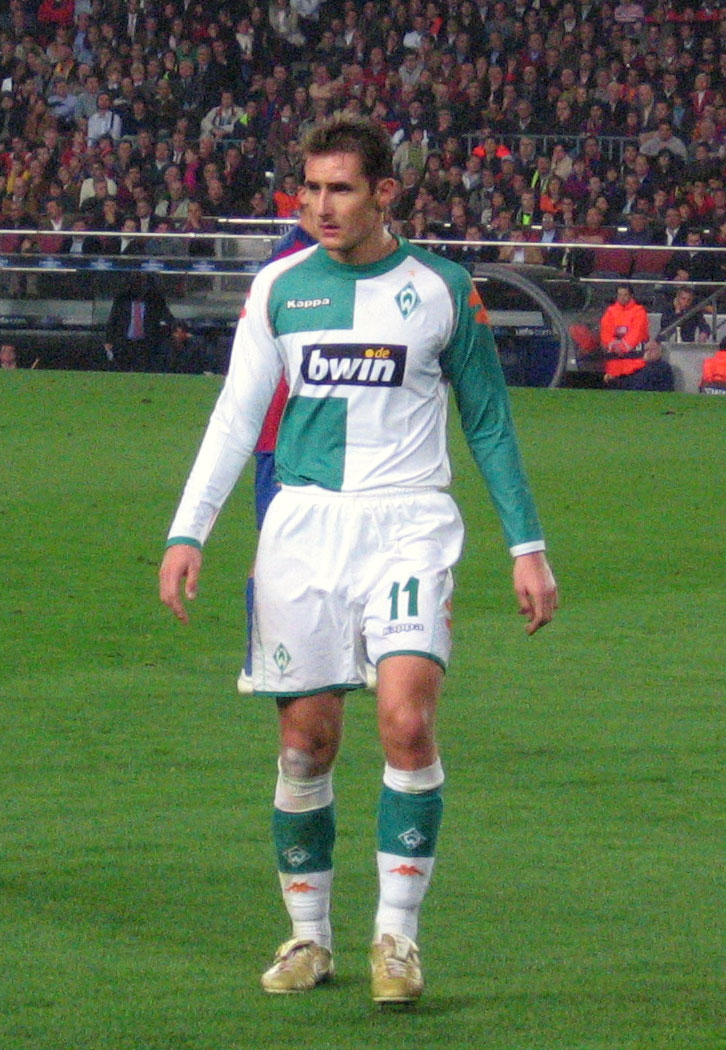
Klose au Werder Brême en 2006.

À l'été 2004, la carrière de Klose prend un nouvel élan lorsqu'il signe au Werder Brême, champion d'Allemagne en titre. Entouré de joueurs talentueux comme Johan Micoud, Frank Baumann, Tim Borowski ou Ivan Klasnic avec qui il forme un duo surnommé la "KK Attack", le nouvel attaquant du Werder a pour la première fois l'occasion d'évoluer dans un club qui a les moyens de remporter le titre. Malgré de bonnes saisons, Miroslav Klose ne remporte pourtant aucun titre avec Brême. Il termine toutefois meilleur buteur de la Bundesliga en 2006 avec 25 buts en 26 matches.

#### Bayern Munich
Déjà convoité en 2006 par le Bayern Munich, Klose, un an avant la fin de son contrat à Brême s'engage en faveur du club bavarois pour quatre saisons. Le 1er juillet 2007, il marque son premier but pour le Bayern à l'occasion d'un match amical contre São Paulo (gagné 2-1) à Hong Kong. À l'occasion de son retour au Weserstadion (le stade du Werder Brême) sous le maillot du Bayern Munich le 18 août 2007, il est conspué par le public à son entrée sur le terrain avant d'être très violemment taclé par son ancien coéquipier Naldo au bout de deux minutes de jeu. Associé à l'Italien Luca Toni en attaque, Klose réalise une première saison honorable. Sous ses nouvelles couleurs, il inscrit son premier doublé lors de son premier match de Bundesliga et son premier triplé contre Energie Cottbus. Cette saison lui permet de remporter ses premiers titres majeurs en Allemagne avec le triplé coupe d'Allemagne/coupe de la Ligue/championnat réalisé par le Bayern.
Engagé avec l'équipe d'Allemagne dans la qualification pour l'Euro 2008, il s'illustre en marquant deux buts très importants contre le Pays de Galles (victoire 2-0) dans un match où il a été nommé capitaine de la sélection.
Titulaire lors de l'Euro 2008, il dispute six matchs avec la Mannschaft et inscrit deux buts, l'un en quarts de finale contre le Portugal (3-2), puis l'autre en demi-finale contre la Turquie (3-2). Il n'arrive cependant pas à marquer en finale et l'Allemagne perd (0-1) contre l'Espagne.
La saison 2008-2009 au Bayern Munich qui suit l'Euro est identique à la précédente. Malgré la forte concurrence au sein du club bavarois, Klose reste l'un des joueurs les plus titularisés par Jurgen Klinsmann, le nouvel entraîneur. Néanmoins, cette saison vierge de titres pousse le club à recruter de nombreux joueurs dont l'attaquant du Vfb Stuttgart, Mario Gómez. Lors de la saison 2009-2010, Klose est régulièrement titularisé en début de saison puis progressivement poussé sur le banc au profit des nouvelles recrues du Bayern Munich. Cependant, malgré son inefficacité en club (1 seul but en 18 matches de championnat), il se révèle souvent incontournable et décisif avec la sélection nationale lors des qualifications pour la Coupe du monde 2010 (7 buts marqués en 8 matches).
Malgré ses excellentes performances lors de la Coupe du monde 2010, son statut en club ne bouge pas lors de la saison 2010-2011. Relégué sur le banc de touche au profit de Mario Gómez au Bayern Munich, Klose est paradoxalement préféré à son coéquipier en sélection nationale.

#### Lazio Rome
Le 8 juin 2011, en fin de contrat avec le Bayern Munich, Miroslav Klose s'engage pour trois saisons avec le club italien de la Lazio, en même temps que le Français Djibril Cissé. 
Pour son premier match officiel avec la Lazio, il marque un but et délivre trois passes décisives (tour de qualification pour la Ligue Europa avec une victoire 6-0). Miroslav Klose inscrit le dernier but du match dans le temps additionnel de la deuxième mi-temps au match aller.
Lors de la deuxième journée de Serie A (premier match de championnat de la saison, à cause de la grève) il inscrit dans les premiers instants du match son premier but dans le championnat face au champion en titre de l'AC Milan, le match se clôturant sur le score de (2-2).
Toujours aussi décisif, il offre la première victoire depuis deux ans et demi à la Lazio lors du derby romain contre l'AS Roma (2-1) en inscrivant un but lors des arrêts de jeu.
Le 5 mai 2013, l'attaquant allemand marque cinq buts dans le même match pour offrir une large victoire à la Lazio face à Bologne (6-0).
Le 26 mai 2013, la Lazio de Rome de Klose remporte la Coupe d'Italie face au rival de la capitale l'AS Rome (1-0) grâce à un unique but de Senad Lulić. 
En mai 2016, la Lazio de Rome annonce le départ de l'attaquant allemand, après cinq saisons passées au club. Miroslav Klose officialise sa retraite de footballeur le 1er novembre 2016, il intègre le staff de la sélection allemande au côté de Joachim Löw et désire se consacrer à sa formation d'entraîneur.

### En sélection nationale

#### Coupe du monde 2002
Le grand public découvre Miroslav Klose lors de la Coupe du monde 2002, conjointement organisée par la Corée du Sud et le Japon. Sélectionné dans l'équipe d'Allemagne, il se distingue dès le premier match en réussissant un coup du chapeau (trois buts inscrits lors d'un même match) lors de l'écrasante victoire de l'Allemagne sur l'Arabie saoudite (8-0). Il récidive lors des deux matchs suivants face à l'Irlande et le Cameroun. Alors qu'il est encore peu connu sur la scène internationale, Klose impressionne par son jeu de tête terriblement efficace et les spectaculaires sauts périlleux qu'il effectue pour célébrer ses buts. Avec cinq buts, tous marqués de la tête, il est l'un des grands artisans du bon parcours de son équipe (finaliste) et termine deuxième meilleur buteur du tournoi derrière Ronaldo. Il se pose ainsi comme le grand buteur que recherchait l'Allemagne depuis quelques années, et le successeur d'un Oliver Bierhoff vieillissant.
À la suite de ses prouesses lors du grand rendez-vous mondial, l'avant-centre de la Mannschaft reçoit de nombreuses offres de clubs allemands et étrangers. Mais il décide de rester fidèle à ses racines palatines et continue à honorer son contrat avec le FC Kaiserslautern.

#### Coupe du monde 2006
Quatre ans après le mondial asiatique, l'avant-centre de la Mannschaft, qui a fait une saison très prolifique avec Brême, aborde la Coupe du monde 2006 organisée à domicile avec l'intention de rééditer les exploits de la dernière édition. Associé à un autre attaquant d'origine polonaise, Lukas Podolski, il inscrit un doublé dès le match d'ouverture contre le Costa Rica (victoire 4-2), puis un autre doublé contre l'Équateur lors du troisième match de poule (victoire 3-0). Lors des huitièmes de finale, il offre deux passes décisives à Podolski qui signe un doublé précoce dans le match pour assurer la victoire contre la Suède (2-0). Face à l'Argentine en quart de finale, et après de multiples tentatives, Klose se présente face à Leo Franco et égalise d'une tête à bout portant (match nul 1-1 ap) . Il voit son équipe triompher lors de la séance de tirs au but remportée (4-2), séance à laquelle il ne participe pas, ayant cédé sa place à Oliver Neuville à la 87e minute. En demi-finale, Klose reste muet et sort à la 110e minute contre l'Italie, et assiste du banc de touche aux deux buts italiens en fin de prolongation (défaite 0-2) , qui privent l'Allemagne de finale. Lors de la petite finale, Klose décroche la médaille de bronze (victoire 3-1) face au Portugal, mais là non plus n'inscrit pas de but. Grâce à ses 5 réalisations en 7 matches, Miroslav Klose termine meilleur buteur de la Coupe du monde 2006, devançant Hernán Crespo, Ronaldo, David Villa, Thierry Henry et Zinédine Zidane (3 buts).

#### Euro 2008
Miroslav Klose dispute son premier tournoi européen lors de l'Euro 2008. Durant la compétition, il s'illustre par deux fois en phase finale. Tout d'abord en 1/4 de finale, en doublant la mise face au Portugal puis en 1/2 finale en donnant l'avantage aux siens face à la Turquie, équipe surprise du tournoi. Les allemands s'inclineront néanmoins en finale face à l'Espagne sur un but de Fernando Torres.  

#### Coupe du monde 2010
Malgré une saison décevante sur un plan personnel, Miroslav conserve la confiance de Joachim Löw qui le sélectionne dans le groupe des 23.
Miroslav Klose est titularisé d'entrée lors du premier match face à l'Australie (victoire 4-0), le dimanche 13 juin 2010, où il prouve qu'il n'a rien perdu de son fameux jeu de tête : il trouve la pleine lucarne pour le deuxième but de la Nationalmannschaft, sur un magnifique centre de Philipp Lahm. Il inscrit à cette occasion son 11e but en Coupe du monde. À la suite de son expulsion contre la Serbie (défaite 0-1), Klose ne peut être aligné lors du dernier match de poule contre le Ghana (victoire 1-0).
En huitième de finale contre l'Angleterre (victoire de l'Allemagne 4-1), « Miro » marque le premier but de l'Allemagne à la 20e minute de jeu sur un dégagement/passe décisive de son gardien de but Manuel Neuer : il arrive à se débarrasser du marquage de Matthew Upson, le défenseur anglais, pour marquer son 12e but en phase finale de Coupe du monde et égaler le légendaire Pelé à ce niveau.
Puis il inscrit les 2e et 4e buts de l'Allemagne en quart de finale contre l'Argentine (4-0 le 3 juillet 2010, égalant avec 14 buts en Coupe du monde la performance de son légendaire compatriote Gerd Müller, à un « petit » but du record du Brésilien Ronaldo (15 buts en phase finale de coupe du monde).
Éliminé par l'Espagne (0-1) en demi-finale, il n'a pas l'occasion de battre ni d'égaler ce record : blessé au dos, il ne peut disputer le match pour la troisième place (3-2 pour l'Allemagne) contre l'Uruguay qui permet à la Mannschaft de s'adjuger la troisième place. Sur les sept matchs de l'Allemagne, Klose en dispute quatre en intégralité et les trente premières minutes du match de poule contre la Serbie.

#### Euro 2012
Miroslav Klose est retenu par Joachim Löw pour l'Euro 2012 avec l'Allemagne. La sélection allemande sort en tête du Groupe B, qualifié par les médias de « Groupe de la Mort », en battant le Portugal (1-0), les Pays-Bas (2-1) et le Danemark (2-1). Elle écarte la Grèce (4-2) en quart de finale avant de s'incliner face à l'Italie (1-2) en demi-finale. Remplaçant habituel de Mario Gómez pendant la compétition, Klose est titularisé uniquement contre la Grèce, face à laquelle il marque l'un des quatre buts de son équipe. Il participe en définitive aux cinq matchs de la Mannschaft, et joue 168 minutes.

#### Coupe du monde 2014
| Date           | Lieu           | Adversaire      | Buts | Minute          |
| 1er juin 2002  | Sapporo        | Arabie saoudite | 3    | 20e • 25e • 70e |
| 5 juin 2002    | Kashima        | R. d'Irlande    | 1    | 19e             |
| 11 juin 2002   | Shizuoka       | Cameroun        | 1    | 79e             |
| 9 juin 2006    | Munich         | Costa Rica      | 2    | 17e • 61e       |
| 20 juin 2006   | Berlin         | Équateur        | 2    | 4e • 44e        |
| 30 juin 2006   | Berlin         | Argentine       | 1    | 80e             |
| 13 juin 2010   | Durban         | Australie       | 1    | 26e             |
| 27 juin 2010   | Bloemfontein   | Angleterre      | 1    | 20e             |
| 3 juillet 2010 | Le Cap         | Argentine       | 2    | 68e • 89e       |
| 21 juin 2014   | Fortaleza      | Ghana           | 1    | 71e             |
| 8 juillet 2014 | Belo Horizonte | Brésil          | 1    | 23e             |

Le 21 juin 2014, Klose entre en jeu lors du deuxième match de poule de l'Allemagne face au Ghana à la 69e minute alors que son équipe est menée au score. Il en profite pour inscrire sur sa première touche de balle, du bout du pied et après une déviation de la tête de Benedikt Höwedes, le but de l'égalisation (2-2), son quinzième en Coupe du monde. Il égale ainsi le record de Ronaldo au nombre de buts marqués en phase finale,.
Le 8 juillet 2014, durant la demi-finale contre le Brésil (7-1), Klose inscrit son seizième but en phase finale et dépasse Ronaldo.
Le 13 juillet 2014, il joue la finale de la Coupe du monde en tant que titulaire et devient champion du monde en battant l'Argentine de Lionel Messi (1-0).
Il a ainsi marqué deux buts lors de cette Coupe du monde 2014. Avec un total de 16 buts inscrits en quatre phases finales de Coupe du monde, il devient dès lors le seul détenteur du record du nombre de buts marqués dans cette compétition, dépassant notamment deux légendes du football mondial, le brésilien Ronaldo (15 buts) et le mythique Gerd Müller (14). Avec 24 matchs, il est également le deuxième footballeur ayant joué le plus de matchs en Coupe du monde, juste derrière son compatriote Lothar Matthäus qui en a joué 25.
Après avoir « réalisé un rêve d'enfant avec le titre au Brésil », il prend sa retraite internationale le 11 août 2014 avec un bilan de 137 sélections pour 71 buts sous le maillot de l'Allemagne.

### Retraite sportive et débuts en tant qu'entraîneur

#### Equipe nationale allemande
Le 1er novembre 2016, la Fédération allemande de football annonce que Klose intègre le staff de la sélection allemande. Il met par conséquent un terme à sa carrière sportive.

#### Retour au Bayern Munich comme entraîneur principal et adjoint
Le 18 avril 2018, il est annoncé que Miroslav Klose prendra en mains les U17 du Bayern Munich. Le 7 mai 2020, il devient l'entraîneur adjoint d'Hans-Dieter Flick au sein de l'équipe première du Bayern. Il quitte le Bayern Munich à l'été 2021, en même temps que Hansi Flick. L'ancien attaquant de classe mondiale l'a confirmé dans une interview accordée à Kicker.

#### 1. FC Nuremberg
Le 11 juin 2024, il devient le nouvel entraîneur du 1. FC Nuremberg, pensionnaire de la 2. Bundesliga. Il prendra ses fonctions le 24 juin prochain.

### Prises de positions
Klose tire à boulets rouges sur la nouvelle génération de footballeurs qu'il accuse d'être immature, superficielle et matérialiste et sur ce qu'est devenu son sport, associé au culte de l'image et de l'exposition médiatique.

## Style du joueur
Véritable renard des surfaces dans la grande tradition des avants-centres allemands, Klose est particulièrement réputé pour l'efficacité de son jeu de tête, étant quasi-imprenable dans le domaine aérien. Doué d'une détente remarquable et d'un timing précis, il est un temps surnommé « Air Klose » en raison de ses nombreux buts inscrits de la tête. Lors de la Coupe du monde 2002, il inscrit ses cinq buts de la tête. Au cours de sa carrière, il étoffe son profil. Comme un symbole, lors de la Coupe du monde 2006, il ne marque qu'un seul de ses buts de la tête. Joueur adroit techniquement et rapide, doté d'un sens du but hors norme, Klose est réputé pour son flair ainsi que pour la précision et la puissance de ses tirs.
Rudi Völler décrit ainsi le joueur :« Miro est un joueur très complet. Il est bon dans les airs, solide dans les duels, rapide, et il dribble bien. Il est souvent déconcertant pour l'adversaire. ».
Par ailleurs, sa personnalité de "gentleman" sur et en dehors des terrains lui a souvent attiré les louanges et le respect de ses adversaires et du grand public. Ce fut notamment le cas à la suite d'une rencontre opposant la Lazio Rome au SSC Napoli le 26 septembre 2012 lors de laquelle Klose avoua à l'arbitre avoir inscrit un but de la main, ce qui décida ce dernier à l'invalider.

## Palmarès

### FC Kaiserslautern
- Finaliste de la Coupe d'Allemagne en 2003

### Werder Brême
- Vainqueur de la Coupe de la ligue d'Allemagne en 2006

### Bayern Munich
- Finaliste de la Ligue des champions en 2010
- Champion d'Allemagne en 2008 et 2010
- Vainqueur de la Coupe d'Allemagne en 2008 et 2010
- Vainqueur de la Coupe de la Ligue d'Allemagne en 2007

### SS Lazio
- Vainqueur de la Coupe d'Italie en 2013
- Finaliste de la Supercoupe d'Italie en 2013
- Finaliste de la Coupe d'Italie en 2015

### Équipe nationale d'Allemagne
- Vainqueur de la Coupe du monde en 2014
- Finaliste de la Coupe du monde en 2002
- Troisième de la Coupe du monde en 2006 et 2010
- Finaliste du Championnat d'Europe en 2008
- Demi-finaliste du Championnat d'Europe en 2012

## Distinctions personnelles
- Meilleur buteur de la Nationalmannschaft  (71 buts avec l'équipe d'Allemagne)
- Meilleur buteur de l'histoire de la Coupe du monde de football avec 16 buts inscrits (5 en 2002, 5 en 2006, 4 en 2010, 2 en 2014)
- Meilleur buteur de la Coupe du monde 2006 avec 5 buts ; Soulier d'argent en 2002
- Seul joueur à avoir disputé quatre demi-finales de Coupe du monde et à être quadruple médaillé mondial[26]
- Seul footballeur avec Uwe Seeler à avoir inscrit au moins 2 buts dans 4 Coupes du monde
- Troisième joueur de l'histoire au plus grand nombre de matchs disputés en phase finale de Coupe du monde (24 matchs)
- Deuxième joueur de l'histoire le plus capé avec l'équipe d'Allemagne (137 sélections)
- Membre de la All-Star Team des coupes du monde 2002 et 2006 (récompense FIFA)
- Meilleur buteur du Championnat d'Allemagne en 2006 (25 buts)
- Meilleur passeur du Championnat d'Allemagne 2007
- Prix du fair-play en 2005 et 2012 (par la Fédération allemande)
- Footballeur allemand de l'année en 2006
- 7e au Ballon d'or 2006
- Prix du président de l'UEFA en 2023

## Statistiques

### Générales
Ce tableau résume les statistiques en carrière de Miroslav Klose. Klose finit meilleur buteur de Bundesliga de la saison 2005-2006. Il est le meilleur buteur de l'histoire de l'Allemagne avec 71 buts, devançant ainsi le vieux record établit par Gerd Müller. Lors de la Coupe du monde 2014, l'allemand devient le meilleur buteur de l'histoire de la compétition avec 16 buts.
| Saison                | Club                  | Championnat           | Championnat | Championnat | Championnat | Coupe nationale | Coupe nationale | Coupe nationale | Coupe de la Ligue | Coupe de la Ligue | Coupe de la Ligue | Supercoupe | Supercoupe | Supercoupe | Compétition(s) continentale(s) | Compétition(s) continentale(s) | Compétition(s) continentale(s) | Compétition(s) continentale(s) | Allemagne | Allemagne | Allemagne | Total | Total | Total |
| Saison                | Club                  | Division              | M.          | B.          | P.d.        | M.              | B.              | P.d.            | M.                | B.                | P.d.              | M.         | B.         | P.d.       | Comp.                          | M.                             | B.                             | P.d.                           | M.        | B.        | P.d.      | M.    | B.    | P.d.  |
| 1999-2000             | FC Kaiserslautern     | Bundesliga            | 2           | 0           | 0           | -               | -               | -               | -                 | -                 | -                 | -          | -          | -          | -                              | -                              | -                              | -                              | -         | -         | -         | 2     | 0     | 0     |
| 2000-2001             | FC Kaiserslautern     | Bundesliga            | 29          | 9           | 3           | 2               | 0               | 0               | 2                 | 0                 | 0                 | -          | -          | -          | C3                             | 12                             | 2                              | 2                              | 4         | 2         | 0         | 49    | 13    | 5     |
| 2001-2002             | FC Kaiserslautern     | Bundesliga            | 31          | 16          | 7           | 4               | 0               | 1               | -                 | -                 | -                 | -          | -          | -          | -                              | -                              | -                              | -                              | 15        | 11        | 4         | 50    | 27    | 12    |
| 2002-2003             | FC Kaiserslautern     | Bundesliga            | 32          | 9           | 6           | 4               | 4               | 3               | -                 | -                 | -                 | -          | -          | -          | -                              | -                              | -                              | -                              | 10        | 2         | 1         | 46    | 15    | 10    |
| 2003-2004             | FC Kaiserslautern     | Bundesliga            | 26          | 10          | 3           | 1               | 1               | 0               | -                 | -                 | -                 | -          | -          | -          | C3                             | 2                              | 1                              | 0                              | 11        | 1         | 2         | 40    | 13    | 5     |
| Sous-total            | Sous-total            | Sous-total            | 120         | 44          | 19          | 11              | 5               | 4               | 2                 | 0                 | 0                 | -          | -          | -          | -                              | 14                             | 3                              | 2                              | 40        | 16        | 7         | 187   | 68    | 32    |
| 2004-2005             | Werder Brême          | Bundesliga            | 32          | 15          | 10          | 4               | 0               | 1               | 1                 | 0                 | 0                 | -          | -          | -          | C1                             | 8                              | 2                              | 0                              | 6         | 4         | 0         | 51    | 21    | 11    |
| 2005-2006             | Werder Brême          | Bundesliga            | 26          | 25          | 14          | 3               | 2               | 2               | 2                 | 0                 | 1                 | -          | -          | -          | C1                             | 9                              | 4                              | 1                              | 16        | 9         | 6         | 56    | 40    | 24    |
| 2006-2007             | Werder Brême          | Bundesliga            | 31          | 13          | 15          | 1               | 0               | 0               | 2                 | 0                 | 2                 | -          | -          | -          | C1+C3                          | 6+7                            | 0+2                            | 0+2                            | 7         | 4         | 2         | 54    | 19    | 21    |
| Sous-total            | Sous-total            | Sous-total            | 89          | 53          | 39          | 8               | 2               | 3               | 5                 | 0                 | 3                 | -          | -          | -          | -                              | 30                             | 8                              | 3                              | 29        | 17        | 8         | 161   | 80    | 56    |
| 2007-2008             | Bayern Munich         | Bundesliga            | 27          | 10          | 8           | 6               | 5               | 2               | 2                 | 1                 | 1                 | -          | -          | -          | C3                             | 12                             | 5                              | 1                              | 12        | 8         | 3         | 59    | 29    | 15    |
| 2008-2009             | Bayern Munich         | Bundesliga            | 26          | 10          | 7           | 4               | 3               | 0               | -                 | -                 | -                 | -          | -          | -          | C1                             | 8                              | 7                              | 4                              | 7         | 3         | 1         | 45    | 23    | 12    |
| 2009-2010             | Bayern Munich         | Bundesliga            | 25          | 3           | 1           | 5               | 2               | 1               | -                 | -                 | -                 | -          | -          | -          | C1                             | 8                              | 1                              | 0                              | 13        | 8         | 2         | 51    | 14    | 4     |
| 2010-2011             | Bayern Munich         | Bundesliga            | 20          | 1           | 1           | 4               | 3               | 1               | -                 | -                 | -                 | 1          | 1          | 1          | C1                             | 2                              | 1                              | 0                              | 8         | 9         | 1         | 35    | 15    | 4     |
| Sous-total            | Sous-total            | Sous-total            | 98          | 24          | 17          | 19              | 13              | 4               | 2                 | 1                 | 1                 | 1          | 1          | 1          | -                              | 30                             | 14                             | 5                              | 40        | 28        | 7         | 190   | 81    | 35    |
| 2011-2012             | Lazio Rome            | Serie A               | 27          | 13          | 7           | 2               | 0               | 0               | -                 | -                 | -                 | -          | -          | -          | C3                             | 6                              | 3                              | 3                              | 12        | 3         | 4         | 47    | 19    | 14    |
| 2012-2013             | Lazio Rome            | Serie A               | 29          | 15          | 3           | 2               | 0               | 0               | -                 | -                 | -                 | -          | -          | -          | C3                             | 5                              | 1                              | 0                              | 6         | 3         | 2         | 42    | 19    | 5     |
| 2013-2014             | Lazio Rome            | Serie A               | 25          | 7           | 5           | -               | -               | -               | -                 | -                 | -                 | 1          | 0          | 0          | C3                             | 3                              | 1                              | 0                              | 10        | 4         | 2         | 39    | 12    | 7     |
| 2014-2015             | Lazio Rome            | Serie A               | 34          | 13          | 7           | 6               | 3               | 2               | -                 | -                 | -                 | -          | -          | -          | -                              | -                              | -                              | -                              | -         | -         | -         | 40    | 16    | 9     |
| 2015-2016             | Lazio Rome            | Serie A               | 24          | 7           | 8           | 1               | 0               | 0               | -                 | -                 | -                 | 1          | 0          | 0          | C1+C3                          | 1+4                            | 0+1                            | 0+0                            | -         | -         | -         | 31    | 8     | 8     |
| Sous-total            | Sous-total            | Sous-total            | 139         | 55          | 30          | 11              | 3               | 2               | -                 | -                 | -                 | 2          | 0          | 0          | -                              | 19                             | 6                              | 3                              | 28        | 10        | 8         | 199   | 74    | 43    |
| Total sur la carrière | Total sur la carrière | Total sur la carrière | 446         | 176         | 105         | 49              | 23              | 13              | 9                 | 1                 | 4                 | 3          | 1          | 1          | -                              | 93                             | 31                             | 13                             | 137       | 71        | 30        | 737   | 303   | 166   |

### Buts internationaux
| # | Date              | Lieu                                             | Adversaire           | Score | Résultats                | Compétitions                            | Nature du but  | Passeur décisif        |
| --- | ----------------- | ------------------------------------------------ | -------------------- | ----- | ------------------------ | --------------------------------------- | -------------- | ---------------------- |
| 1 | 24 mars 2001      | BayArena, Leverkusen, Allemagne                  | Albanie              | 2–1   | 2-1                      | Éliminatoires de la Coupe du monde 2002 | de la tête     | Carsten Jancker        |
| 2 | 28 mars 2001      | Stade olympique d'Athènes, Athènes, Grèce        | Grèce                | 3–2   | 4-2                      | Éliminatoires de la Coupe du monde 2002 | de la tête     | Michael Ballack        |
| 3 | 3 février 2002    | Fritz-Walter-Stadion, Kaiserslautern, Allemagne  | Israël               | 1–1   | 7-1                      | Match amical                            | du pied droit  | Carsten Jancker        |
| 4 | 3 février 2002    | Fritz-Walter-Stadion, Kaiserslautern, Allemagne  | Israël               | 2–1   | 7-1                      | Match amical                            | du pied droit  | Mehmet Scholl          |
| 5 | 3 février 2002    | Fritz-Walter-Stadion, Kaiserslautern, Allemagne  | Israël               | 4–1   | 7-1                      | Match amical                            | du pied gauche | Thomas Linke           |
| 6 | 8 mai 2002        | BayArena, Leverkusen, Allemagne                  | Autriche             | 1–0   | 6-2                      | Match amical                            | du pied droit  | Sebastian Deisler      |
| 7 | 8 mai 2002        | BayArena, Leverkusen, Allemagne                  | Autriche             | 2–0   | 6-2                      | Match amical                            | du pied droit  | Marco Bode             |
| 8 | 8 mai 2002        | BayArena, Leverkusen, Allemagne                  | Autriche             | 4–2   | 6-2                      | Match amical                            | de la tête     | Michael Ballack        |
| 9 | 1er juin 2002     | Sapporo Dome, Sapporo, Japon                     | Arabie saoudite      | 1–0   | 8-0                      | Coupe du monde 2002                     | de la tête     | Carsten Jancker        |
| 10 | 1er juin 2002     | Sapporo Dome, Sapporo, Japon                     | Arabie saoudite      | 2–0   | 8-0                      | Coupe du monde 2002                     | de la tête     | Michael Ballack        |
| 11 | 1er juin 2002     | Sapporo Dome, Sapporo, Japon                     | Arabie saoudite      | 5–0   | 8-0                      | Coupe du monde 2002                     | de la tête     | Michael Ballack        |
| 12 | 5 juin 2002       | Kashima Soccer Stadium, Kashima, Japon           | République d'Irlande | 1–0   | 1-1                      | Coupe du monde 2002                     | de la tête     | Michael Ballack        |
| 13 | 11 juin 2002      | Shizuoka Stadium, Shizuoka, Japon                | Cameroun             | 2–0   | 2-0                      | Coupe du monde 2002                     | de la tête     | Michael Ballack        |
| 14 | 16 octobre 2002   | AWD-Arena, Hanovre, Allemagne                    | Îles Féroé           | 2–1   | 2-1                      | Éliminatoires Euro 2004                 | de la tête     | Carsten Jancker        |
| 15 | 11 juin 2003      | Gundadalur, Torshavn, Îles Féroé                 | Îles Féroé           | 1–0   | 2-0                      | Éliminatoires Euro 2004                 | de la tête     | Oliver Neuville        |
| 16 | 18 février 2004   | Gradski stadion u Poljudu, Split, Croatie        | Croatie              | 1–0   | 2-1                      | Match amical                            | de la tête     | Michael Ballack        |
| 17 | 17 novembre 2004  | Zentralstadion, Leipzig, Allemagne               | Cameroun             | 1–0   | 3-0                      | Match amical                            | du pied droit  |                        |
| 18 | 17 novembre 2004  | Zentralstadion, Leipzig, Allemagne               | Cameroun             | 2–0   | 3-0                      | Match amical                            | du pied droit  | Oliver Neuville        |
| 19 | 16 décembre 2004  | International Stadium, Yokohama, Japon           | Japon                | 1–0   | 3-0                      | Match amical                            | du pied droit  |                        |
| 20 | 16 décembre 2004  | International Stadium, Yokohama, Japon           | Japon                | 3–0   | 3-0                      | Match amical                            | du pied droit  | Gerald Asamoah         |
| 21 | 1er mars 2006     | Signal Iduna Park, Dortmund, Allemagne           | États-Unis           | 3–0   | 4-1                      | Match amical                            | du pied droit  | Jens Jeremies          |
| 22 | 27 mai 2006       | Mage Solar Stadion, Freiburg, Allemagne          | Luxembourg           | 1–0   | 7-0                      | Match amical                            | du pied droit  | Michael Ballack        |
| 23 | 27 mai 2006       | Mage Solar Stadion, Freiburg, Allemagne          | Luxembourg           | 4–0   | 7-0                      | Match amical                            | du pied droit  |                        |
| 24 | 30 mai 2006       | BayArena, Leverkusen, Allemagne                  | Japon                | 1–2   | 2-2                      | Match amical                            | du pied droit  | Bastian Schweinsteiger |
| 25 | 9 juin 2006       | Allianz Arena, Munich, Allemagne                 | Costa Rica           | 2–1   | 4-2                      | Coupe du monde 2006                     | du pied gauche | Bastian Schweinsteiger |
| 26 | 9 juin 2006       | Allianz Arena, Munich, Allemagne                 | Costa Rica           | 3–1   | 4-2                      | Coupe du monde 2006                     | du pied gauche |                        |
| 27 | 20 juin 2006      | Stade olympique de Berlin, Berlin, Allemagne     | Équateur             | 1–0   | 3-0                      | Coupe du monde 2006                     | du pied droit  | Bastian Schweinsteiger |
| 28 | 20 juin 2006      | Stade olympique de Berlin, Berlin, Allemagne     | Équateur             | 2–0   | 3-0                      | Coupe du monde 2006                     | du pied droit  | Michael Ballack        |
| 29 | 30 juin 2006      | Stade olympique de Berlin, Berlin, Allemagne     | Argentine            | 1–1   | 1-1 (a.e.t.), 4-2 (pen.) | Coupe du monde 2006                     | de la tête     | Tim Borowski           |
| 30 | 16 août 2006      | Veltins-Arena, Gelsenkirchen, Allemagne          | Suède                | 2–0   | 3-0                      | Match amical                            | du pied gauche |                        |
| 31 | 16 août 2006      | Veltins-Arena, Gelsenkirchen, Allemagne          | Suède                | 3–0   | 3-0                      | Match amical                            | de la tête     | Bastian Schweinsteiger |
| 32 | 6 septembre 2006  | Stadio Olimpico, Serravalle, Saint Marin         | Saint-Marin          | 3–0   | 13-0                     | Éliminatoires Euro 2008                 | du pied gauche |                        |
| 33 | 6 septembre 2006  | Stadio Olimpico, Serravalle, Saint Marin         | Saint-Marin          | 6–0   | 13-0                     | Éliminatoires Euro 2008                 | du pied droit  |                        |
| 34 | 8 septembre 2007  | Ninian Park, Cardiff, Pays de Galles             | Pays de Galles       | 1–0   | 2-0                      | Éliminatoires Euro 2008                 | du pied droit  | Michael Ballack        |
| 35 | 8 septembre 2007  | Ninian Park, Cardiff, Pays de Galles             | Pays de Galles       | 2–0   | 2-0                      | Éliminatoires Euro 2008                 | de la tête     | Philipp Lahm           |
| 36 | 17 novembre 2007  | AWD Arena, Hanovre, Allemagne                    | Chypre               | 2–0   | 4-0                      | Éliminatoires Euro 2008                 | du pied gauche | Clemens Fritz          |
| 37 | 6 février 2008    | Ernst-Happel-Stadion, Vienne, Autriche           | Autriche             | 2–0   | 3-0                      | Match amical                            | du pied droit  | Michael Ballack        |
| 38 | 26 mars 2008      | St. Jakob-Park, Bâle, Suisse                     | Suisse               | 1–0   | 4-0                      | Match amical                            | du pied droit  |                        |
| 39 | 27 mai 2008       | Fritz-Walter-Stadion, Kaiserslautern, Allemagne  | Biélorussie          | 1–0   | 2-2                      | Match amical                            | du pied gauche | Lukas Podolski         |
| 40 | 19 juin 2008      | St. Jakob-Park, Bâle, Suisse                     | Portugal             | 2–0   | 3-2                      | Euro 2008                               | de la tête     | Bastian Schweinsteiger |
| 41 | 25 juin 2008      | St. Jakob-Park, Bâle, Suisse                     | Turquie              | 2–1   | 3-2                      | Euro 2008                               | de la tête     | Philipp Lahm           |
| 42 | 10 septembre 2008 | Stade olympique d'Helsinki, Helsinki, Finlande   | Finlande             | 1–1   | 3-3                      | Éliminatoires de la Coupe du monde 2010 | du pied gauche |                        |
| 43 | 10 septembre 2008 | Stade olympique d'Helsinki, Helsinki, Finlande   | Finlande             | 2–2   | 3-3                      | Éliminatoires de la Coupe du monde 2010 | du pied droit  |                        |
| 44 | 10 septembre 2008 | Stade olympique d'Helsinki, Helsinki, Finlande   | Finlande             | 3–3   | 3-3                      | Éliminatoires de la Coupe du monde 2010 | du pied gauche |                        |
| 45 | 12 août 2009      | Stade Tofiq-Béhramov, Bakou, Azerbaïdjan         | Azerbaïdjan          | 2–0   | 2-0                      | Éliminatoires de la Coupe du monde 2010 | de la tête     | Mario Gómez            |
| 46 | 9 septembre 2009  | AWD-Arena, Hanovre, Allemagne                    | Azerbaïdjan          | 2–0   | 4-0                      | Éliminatoires de la Coupe du monde 2010 | du pied droit  | Philipp Lahm           |
| 47 | 9 septembre 2009  | AWD-Arena, Hanovre, Allemagne                    | Azerbaïdjan          | 3–0   | 4-0                      | Éliminatoires de la Coupe du monde 2010 | du pied droit  | Andreas Beck           |
| 48 | 10 octobre 2009   | Stade Loujniki, Moscou, Russie                   | Russie               | 1–0   | 1-0                      | Éliminatoires de la Coupe du monde 2010 | de la tête     | Mesut Özil             |
| 49 | 13 juin 2010      | Moses Mabhida Stadium, Durban, Afrique du Sud    | Australie            | 2–0   | 4-0                      | Coupe du monde 2010                     | de la tête     | Philipp Lahm           |
| 50 | 27 juin 2010      | Free State Stadium, Bloemfontein, Afrique du Sud | Angleterre           | 1–0   | 4-1                      | Coupe du monde 2010                     | du pied gauche | Manuel Neuer           |
| 51 | 3 juillet 2010    | Cape Town Stadium, Le Cap, Afrique du Sud        | Argentine            | 2–0   | 4-0                      | Coupe du monde 2010                     | du pied droit  | Lukas Podolski         |
| 52 | 3 juillet 2010    | Cape Town Stadium, Le Cap, Afrique du Sud        | Argentine            | 4–0   | 4-0                      | Coupe du monde 2010                     | du pied droit  | Mesut Özil             |
| 53 | 3 septembre 2010  | Stade Roi Baudouin, Bruxelles, Belgique          | Belgique             | 1–0   | 1-0                      | Éliminatoires Euro 2012                 | du pied gauche | Thomas Müller          |
| 54 | 7 septembre 2010  | RheinEnergieStadion, Cologne, Allemagne          | Azerbaïdjan          | 3–0   | 6-1                      | Éliminatoires Euro 2012                 | du pied gauche | Lukas Podolski         |
| 55 | 7 septembre 2010  | RheinEnergieStadion, Cologne, Allemagne          | Azerbaïdjan          | 6–1   | 6-1                      | Éliminatoires Euro 2012                 | du pied gauche | Cacau                  |
| 56 | 8 octobre 2010    | Stade olympique de Berlin, Berlin, Allemagne     | Turquie              | 1–0   | 3-0                      | Éliminatoires Euro 2012                 | de la tête     | Thomas Müller          |
| 57 | 8 octobre 2010    | Stade olympique de Berlin, Berlin, Allemagne     | Turquie              | 3–0   | 3-0                      | Éliminatoires Euro 2012                 | du pied droit  | Lukas Podolski         |
| 58 | 12 octobre 2010   | Astana Arena, Astana, Kazakhstan                 | Kazakhstan           | 1–0   | 3-0                      | Éliminatoires Euro 2012                 | du pied gauche | Lukas Podolski         |
| 59 | 9 février 2011    | Signal Iduna Park, Dortmund, Allemagne           | Italie               | 1–0   | 1-1                      | Match amical                            | du pied droit  | Thomas Müller          |
| 60 | 26 mars 2011      | Fritz-Walter-Stadion, Kaiserslautern, Allemagne  | Kazakhstan           | 1–0   | 4-0                      | Éliminatoires Euro 2012                 | du pied gauche | Holger Badstuber       |
| 61 | 26 mars 2011      | Fritz-Walter-Stadion, Kaiserslautern, Allemagne  | Kazakhstan           | 4–0   | 4-0                      | Éliminatoires Euro 2012                 | du pied gauche | Sami Khedira           |
| 62 | 2 septembre 2011  | Veltins-Arena, Gelsenkirchen, Allemagne          | Autriche             | 1–0   | 6-2                      | Éliminatoires Euro 2012                 | du pied gauche |                        |
| 63 | 15 novembre 2011  | Imtech Arena, Hambourg, Allemagne                | Pays-Bas             | 2–0   | 3-0                      | Match amical                            | de la tête     | Mesut Özil             |
| 64 | 22 juin 2012      | Gdansk Arena, Gdansk, Pologne                    | Grèce                | 3-1   | 4-2                      | Euro 2012                               | de la tête     | Lukas Podolski         |
| 65 | 12 octobre 2012   | Aviva Stadium, Dublin, Irlande                   | République d'Irlande | 4-0   | 6-1                      | Éliminatoires de la Coupe du monde 2014 | du pied gauche | Bastian Schweinsteiger |
| 66 | 16 octobre 2012   | Stade olympique de Berlin, Berlin, Allemagne     | Suède                | 1-0   | 4-4                      | Éliminatoires de la Coupe du monde 2014 | du pied gauche | Marco Reus             |
| 67 | 16 octobre 2012   | Stade olympique de Berlin, Berlin, Allemagne     | Suède                | 2-0   | 4-4                      | Éliminatoires de la Coupe du monde 2014 | du pied droit  | Marco Reus             |
| 68 | 6 septembre 2013  | Allianz Arena, Munich, Allemagne                 | Autriche             | 1–0   | 3-0                      | Éliminatoires de la Coupe du monde 2014 | du pied droit  | Thomas Müller          |
| 69 | 6 juin 2014       | Coface Arena, Mayence, Allemagne                 | Arménie              | 4-1   | 6-1                      | Match amical                            | de la tête     | Lukas Podolski         |
| 70 | 21 juin 2014      | Arena Castelão, Fortaleza, Brésil                | Ghana                | 2-2   | 2-2                      | Coupe du monde 2014                     | du pied droit  | Benedikt Höwedes       |
| 71 | 8 juillet 2014    | Mineirão, Belo Horizonte, Brésil                 | Brésil               | 2-0   | 7-1                      | Coupe du monde 2014                     | du pied droit  |                        |
| Total: 71 buts (23 du pied droit, 18 du pied gauche et 32 de la tête) en 137 sélections du 24 mars 2001 au 8 juillet 2014 |                   |                                                  |                      |       |                          |                                         |                |                        |